# Avenue Taniata
L'avenue Taniata est une artère d'orientation nord-sud située à Lévis. Elle est un segment de la route 275.

## Situation et accès
Principale artère nord-sud de l'arrondissement lévisien des Chutes-de-la-Chaudière-Est, l'avenue traverse les quartiers de Saint-Jean-Chrysostome et de Saint-Romuald. Elle débute au nord à l'intersection avec le boulevard Guillaume-Couture et se termine au sud à la jonction du chemin Bélair.

## Historique
Taniata (aujourd'hui Saint-Jean-Chrysostome) était une concession de la seigneurie de Lauzon. Le mot pourrait faire référence à un terme abénaqui signifiant « là où poussent les peupliers ». Le chemin d'accès à Taniata est tracé dans les années 1750.
La  route est désignée chemin des Quarante-Arpents vers 1810. En 1970, le chemin est renommé 4e Avenue à Saint-Romuald,. Vers 1978, le chemin est renommé rue Commerciale à Saint-Jean-Chrysostome.
En 2014, la route retrouve son nom initial dans le cadre d'une opération d'harmonisation des noms de rues problématiques depuis les fusions municipales. Le changement est officialisé le 21 novembre 2014. La Commission de toponymie salue ce retour au nom original en lui attribuant la mention « Toponyme coup de cœur » en 2015.